# Assassinat de Martin Luther King
L'assassinat du pasteur Martin Luther King, l'un des principaux meneurs du mouvement américain des droits civiques aux États-Unis et prix Nobel de la paix, a lieu au Lorraine Motel à Memphis dans le Tennessee, le 4 avril 1968. Martin Luther King est transporté à l'hôpital Saint-Joseph de la ville, où sa mort est prononcée. Le lendemain démarrent les émeutes de 1968 à Chicago qui durent plusieurs jours et causent la mort de onze personnes, en plus de s'étendre à 125 villes des États-Unis.
L'assassinat a lieu en pleine campagne de l'une des deux élections présidentielle les plus serrées de l'histoire, le président démocrate Lyndon B. Johnson s'étant retiré malgré le raz-de-marée dont il avait bénéficié à la précédente, gagnant par le score les plus élevé de l'histoire de l'après-guerre.
Connue pour son utilisation de la non-violence et de la désobéissance civile, la victime avait été le plus jeune lauréat du prix Nobel de la paix en 1964 pour sa lutte non-violente contre la ségrégation raciale et pour la paix. 
James Earl Ray, un fugitif du pénitencier d'État du Missouri (en) situé à Jefferson City dans le Missouri, est arrêté le 8 juin 1968 à l'aéroport de Londres-Heathrow. Extradé vers les États-Unis, il est accusé du crime. Le 10 mars 1969, Ray plaide coupable et est condamné à 99 ans de prison dans le Tennessee. Plus tard, il fait de nombreuses tentatives pour retirer ses aveux et demande à être jugé devant un jury, sans succès. Il meurt en prison le 23 avril 1998.
La famille de Martin Luther King, parmi d'autres, estime que l'assassinat est le fruit d'une conspiration impliquant le gouvernement des États-Unis, comme le prétend Loyd Jowers en 1993, et que Ray n'est donc qu'un bouc émissaire. 
En 1999, la famille de Martin Luther King intente un procès pour homicide contre Jowers pour la somme de 10 millions de dollars. Au cours du procès, des preuves alléguant d'une conspiration sont présentées. Des organismes gouvernementaux accusés ne peuvent pas se défendre car ils ne sont pas désignés comme défendeurs. Le jury conclut que Jowers et « d'autres » faisaient partie d'un complot visant à tuer Martin Luther King.

## Contexte

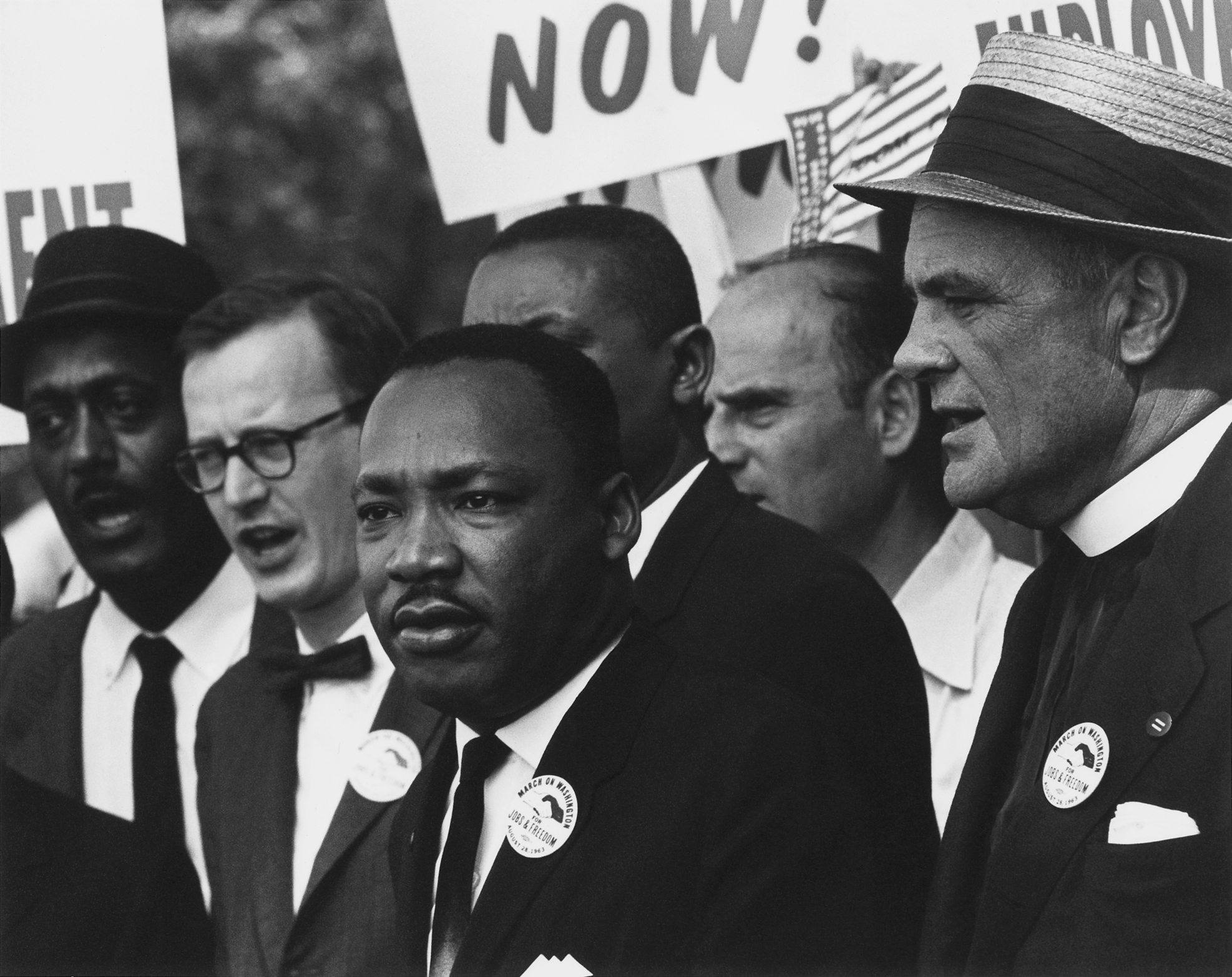
Dr Martin Luther King, Jr, prononçant son célèbre discours lors de la Marche de Washington en 1963.

Dans les années 1950 et 1960, Martin Luther King, pasteur baptiste afro-américain, et militant non-violent est le principal responsable du mouvement afro-américain des droits civiques.
Il organise et dirige des actions telles que le boycott des bus de Montgomery pour défendre le droit de vote, la déségrégation et l'emploi des minorités ethniques. Il prononce un discours célèbre le 28 août 1963 devant le Lincoln Memorial à Washington durant la marche pour l'emploi et la liberté : « I have a dream ». Il est soutenu par le président des États-Unis John Fitzgerald Kennedy dans la lutte contre la ségrégation raciale aux États-Unis ; la plupart de ces droits seront promus par le « Civil Rights Act » et le « Voting Rights Act » sous la présidence de Lyndon B. Johnson.
Martin Luther King est connu pour son utilisation de la non-violence et de la désobéissance civile. Il devient le plus jeune lauréat du prix Nobel de la paix en 1964 pour sa lutte non-violente contre la ségrégation raciale et pour la paix. Il commence alors une campagne contre la guerre du Viêt Nam et la pauvreté, qui prend fin en 1968 avec son assassinat.
En raison de cette importance dans le mouvement des droits civiques, il a reçu des menaces de mort fréquentes. Il fait face au danger de mort et fait de cette reconnaissance une part de sa philosophie. Il a déclaré que le meurtre ne pouvait pas arrêter la lutte pour l'égalité des droits civiques.

## Assassinat
Fin mars 1968, Martin Luther King se déplace à Memphis dans le Tennessee, pour soutenir les éboueurs noirs locaux qui sont en grève depuis le 12 mars afin d'obtenir un meilleur salaire et un meilleur traitement.
Les Afro-Américains étaient payés 1,70 dollar de l'heure et n'étaient pas payés quand ils ne pouvaient pas travailler pour raison climatique, contrairement aux travailleurs blancs,.
Des violences éclatent autour des marches pacifiques, un jeune Afro-Américain est tué.

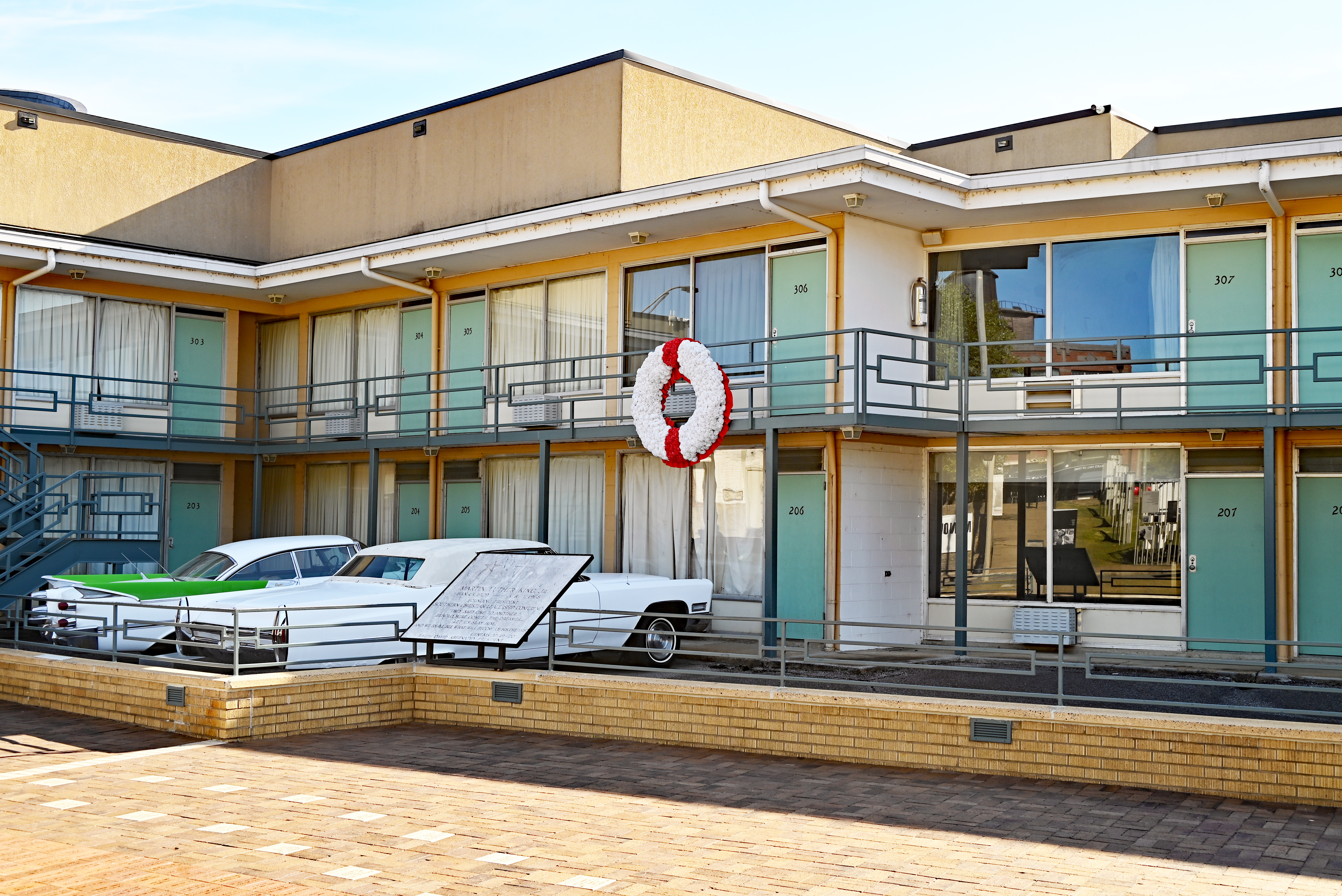
Le balcon du Lorraine Motel où a été assassiné Martin Luther King. Le bâtiment abrite désormais le musée national des droits civiques.

Le 3 avril, au Mason Temple (Church of God in Christ, Inc. – siège mondial), Martin Luther fait le discours prophétique « I've Been to the Mountaintop » (« J'ai été au sommet de la montagne ») devant une foule euphorique :
« Ce n'est pas vraiment important ce qui arrive maintenant… Certains ont commencé à […] parler des menaces qui se profilaient. Qu'est-ce qui pourrait m'arriver de la part d'un de nos frères blancs malades… Comme tout le monde, j'aimerais vivre une longue vie. La longévité est importante mais je ne suis pas concerné par ça maintenant. Je veux juste accomplir la volonté de Dieu. Et il m'a autorisé à grimper sur la montagne ! Et j'ai regardé autour de moi, et j'ai vu la terre promise. Je n'irai peut-être pas là-bas avec vous. Mais je veux que vous sachiez ce soir, que nous, comme peuple, atteindrons la terre promise. Et je suis si heureux ce soir. Je n'ai aucune crainte. Je n'ai peur d'aucun homme. Mes yeux ont vu la gloire de la venue du Seigneur ! »

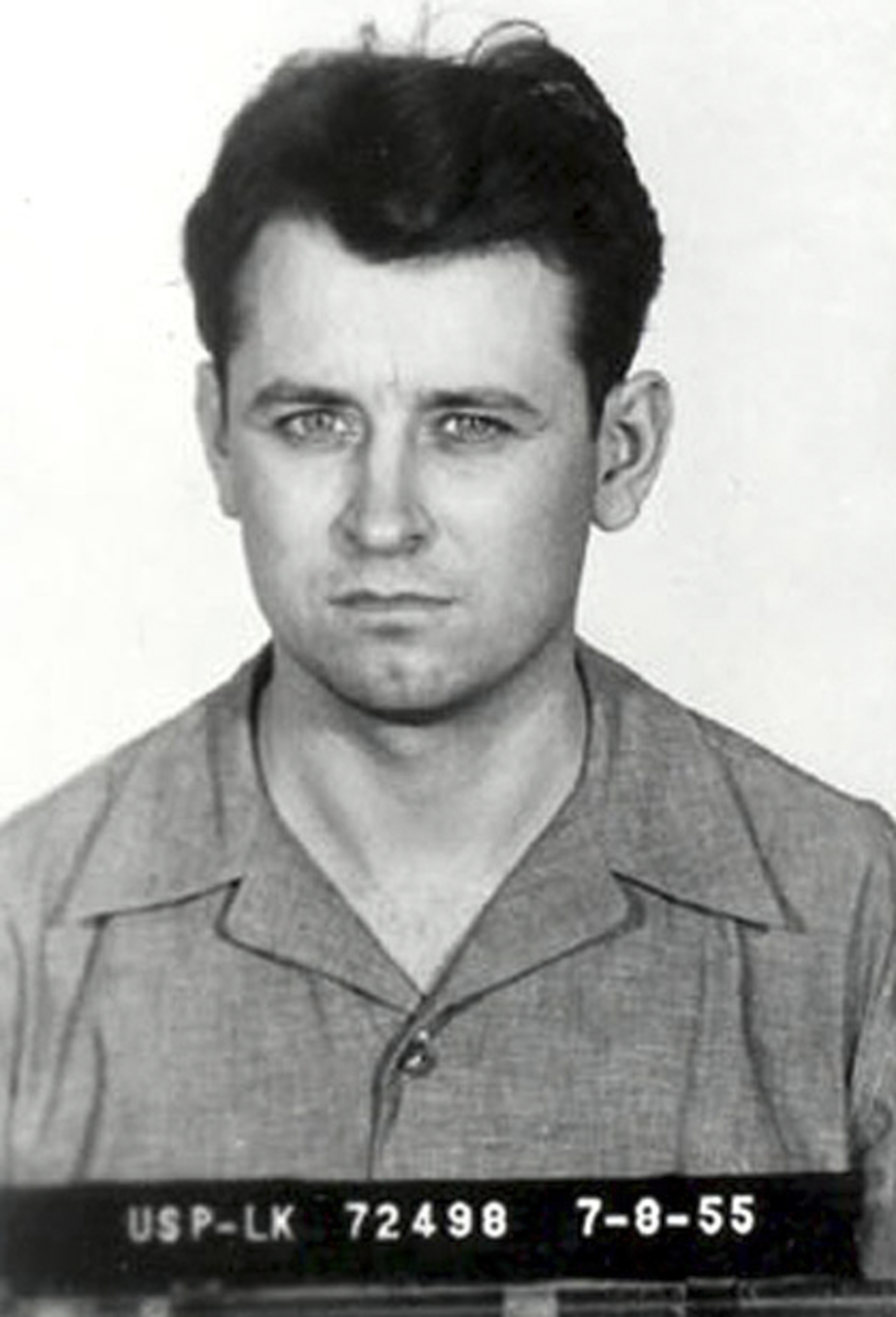
Photographie de James Earl Ray datant de 1955.

Le 4 avril 1968 à 18 h 1, alors qu'il se trouve sur le balcon du Lorraine Motel à Memphis, Martin Luther King est assassiné par balle au moyen d'une carabine Remington Model 760 .30-06 Springfield. Entendant les coups de feu, ses amis qui se trouvaient à l'intérieur de la chambre du motel, accourent aussitôt sur le balcon et trouvent Martin Luther King étendu au sol dans une mare de sang, abattu d'une balle dans la gorge. Ses dernières paroles sont pour le musicien Ben Branch qui devait se produire ce soir-là lors d'une réunion publique à laquelle assistait Martin Luther :

« Ben, prévois de jouer Precious Lord, Take My Hand [Seigneur, prends ma main] à la réunion de ce soir. Joue-le de la plus belle manière. »

Il est déclaré mort au St. Joseph's Hospital à 19 h 5.

## Réactions et conséquences

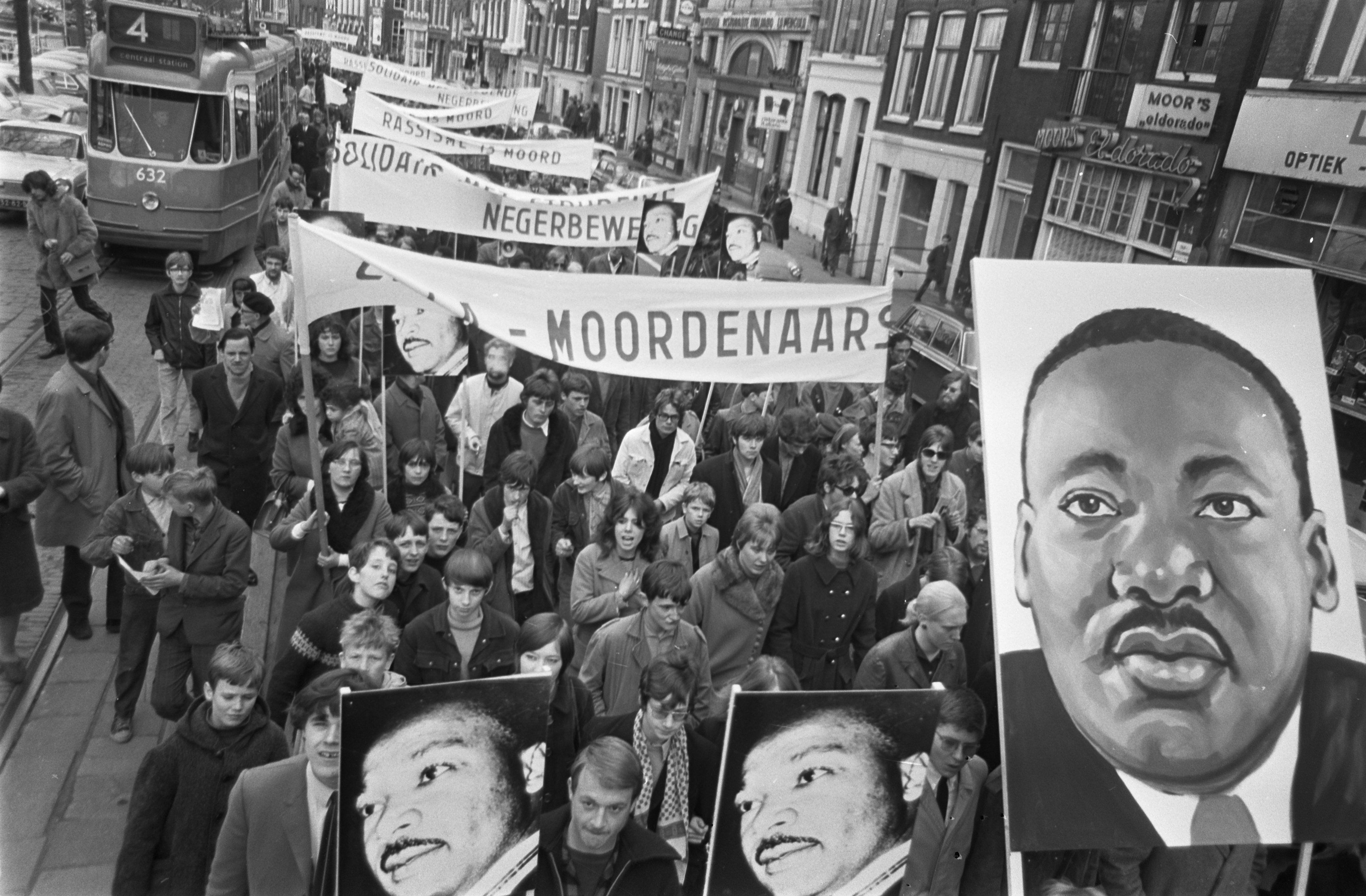
Le 6 avril 1968, surlendemain de l'assassinat, marche en hommage à Martin Luther King à Amsterdam, aux Pays-Bas : l'émotion après sa mort est internationale.

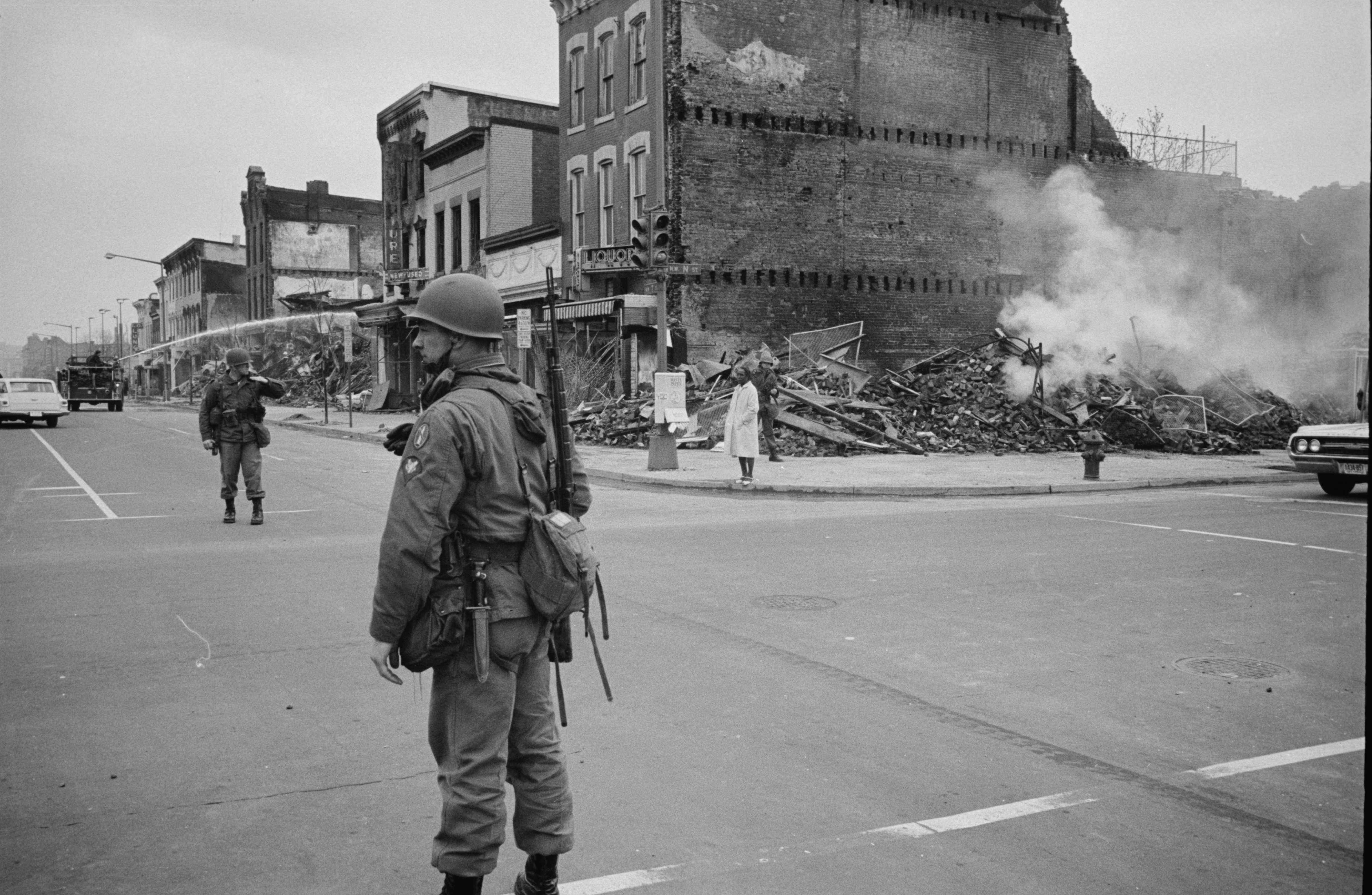
Soldat montant la garde à Washington D.C. après des émeutes raciales à la suite de la mort de Martin Luther King.

L'assassinat provoque une vague d'émeutes raciales dans soixante villes des États-Unis (125 au total) qui fait de nombreux morts et nécessite l'intervention de la Garde nationale.

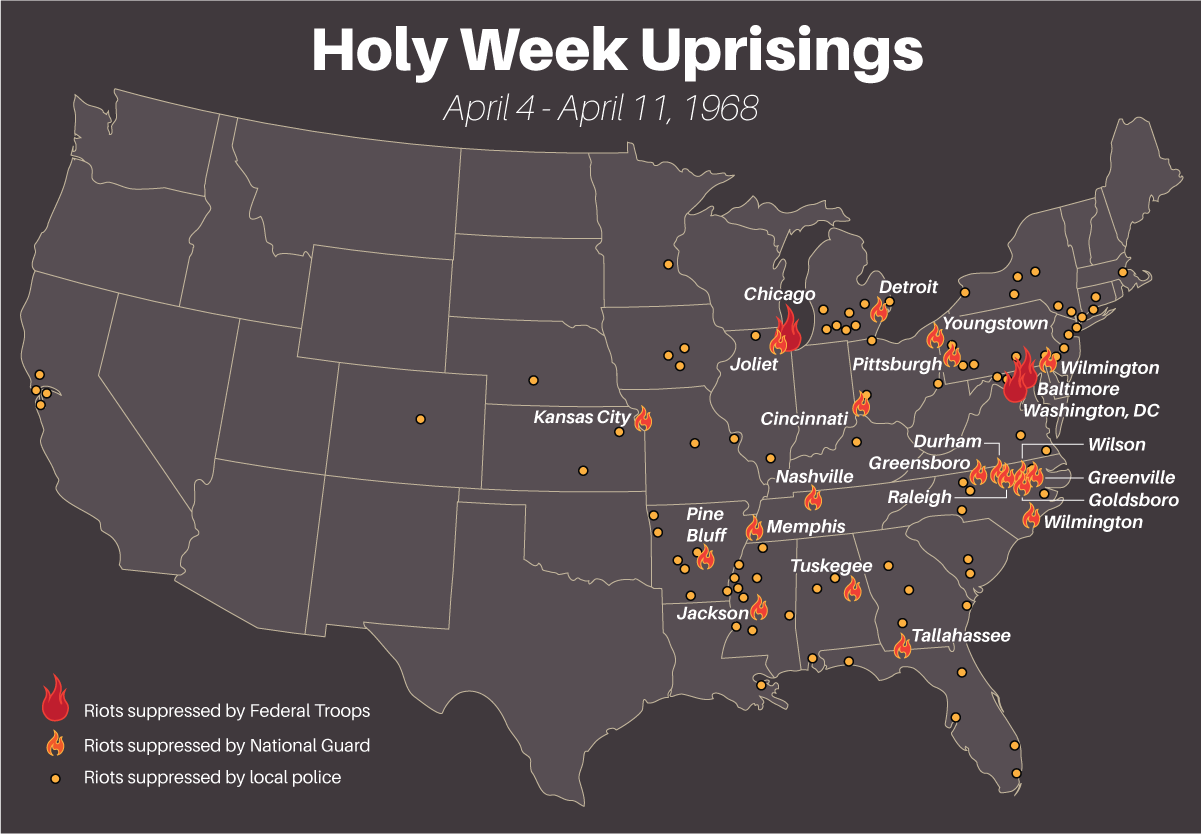
Carte des émeutes de 1968 à travers les États-Unis.

Cinq jours plus tard, le président Johnson déclare un jour de deuil national, le premier pour un Afro-Américain, en l'honneur de Martin Luther King. 300 000 personnes assistent à ses funérailles le même jour, ainsi que le vice-président Hubert Humphrey. Johnson était à une réunion sur le Viêt Nam à Camp David et il y avait des craintes que la présence du président provoque des manifestations des pacifistes. Des émeutes de colère éclatent dans plus de cent villes faisant 46 victimes. À la demande de sa veuve, Coretta Scott King, Martin Luther fit sa propre oraison funèbre avec son dernier sermon « Drum Major » enregistré à l'Ebenezer Baptist Church. Dans ce sermon, il demande qu'à ses funérailles aucune mention de ses honneurs ne soit faite, mais qu'il soit dit qu'il avait essayé de « nourrir les affamés », « habiller les nus », « être droit sur la question du Viêt Nam » et « aimer et servir l'humanité ». À sa demande, son amie Mahalia Jackson chante son hymne favori, Take My Hand, Precious Lord.

La ville de Memphis négocie la fin de la grève d'une manière favorable aux éboueurs après l'assassinat,.

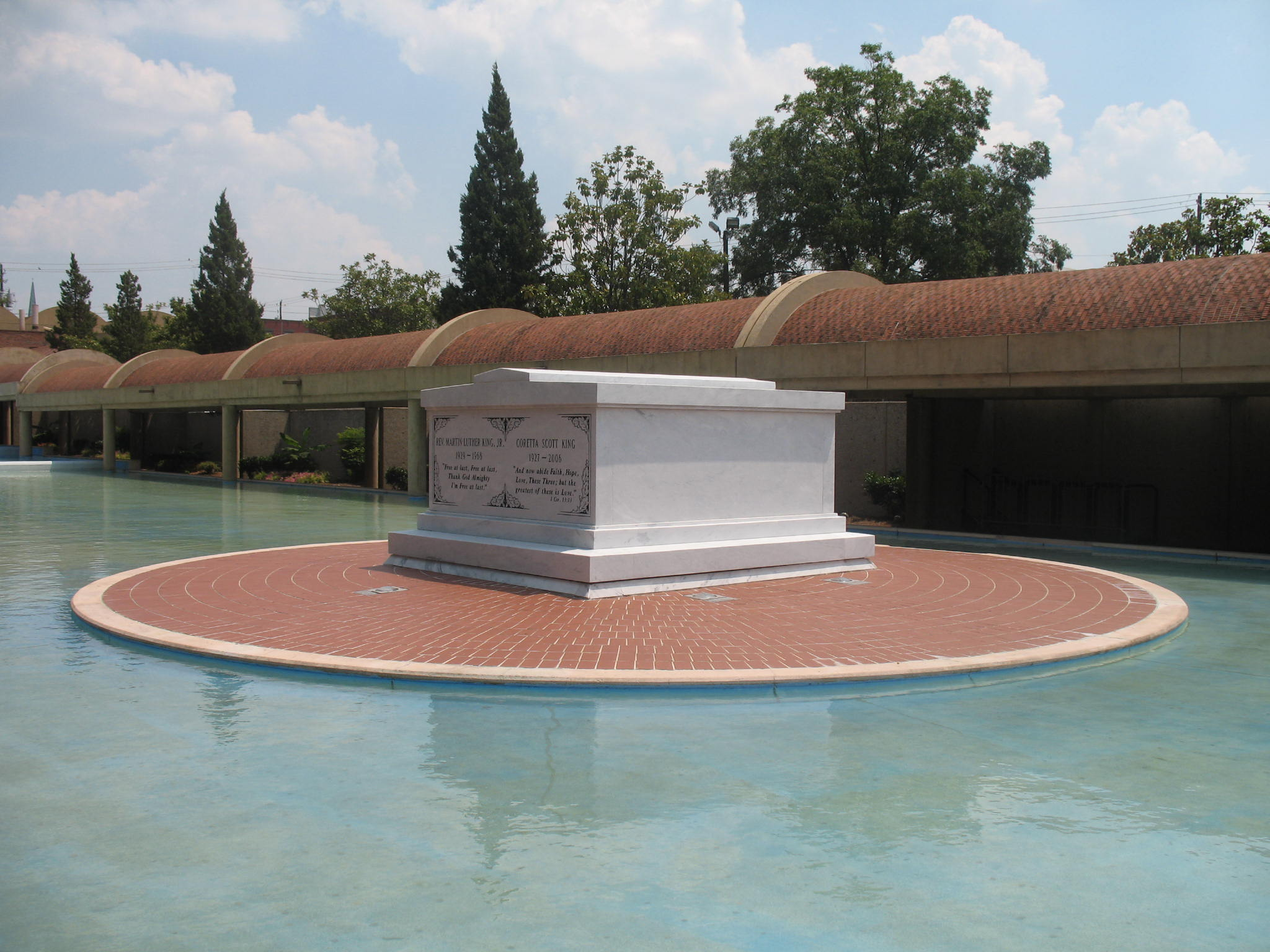
Tombe de Martin Luther King et de son épouse Coretta au Martin Luther King, Jr. National Historical Park à Atlanta sur laquelle on peut lire : Free at last (« Enfin libre »).

D'après le biographe Taylor Branch, l'autopsie de King révéla que bien qu'il ait seulement 39 ans, son cœur paraissait celui d'un homme âgé de soixante ans, montrant physiquement l'effet du stress de treize ans dans le mouvement des droits civiques. Entre 1957 et 1968, King avait voyagé sur plus de 9,6 millions de kilomètres[pertinence contestée], parlé en public plus de 2 500 fois, été arrêté par la police plus de vingt fois et agressé physiquement au moins quatre fois.

## Enquêtes et procès

### Procès et condamnation de James Earl Ray

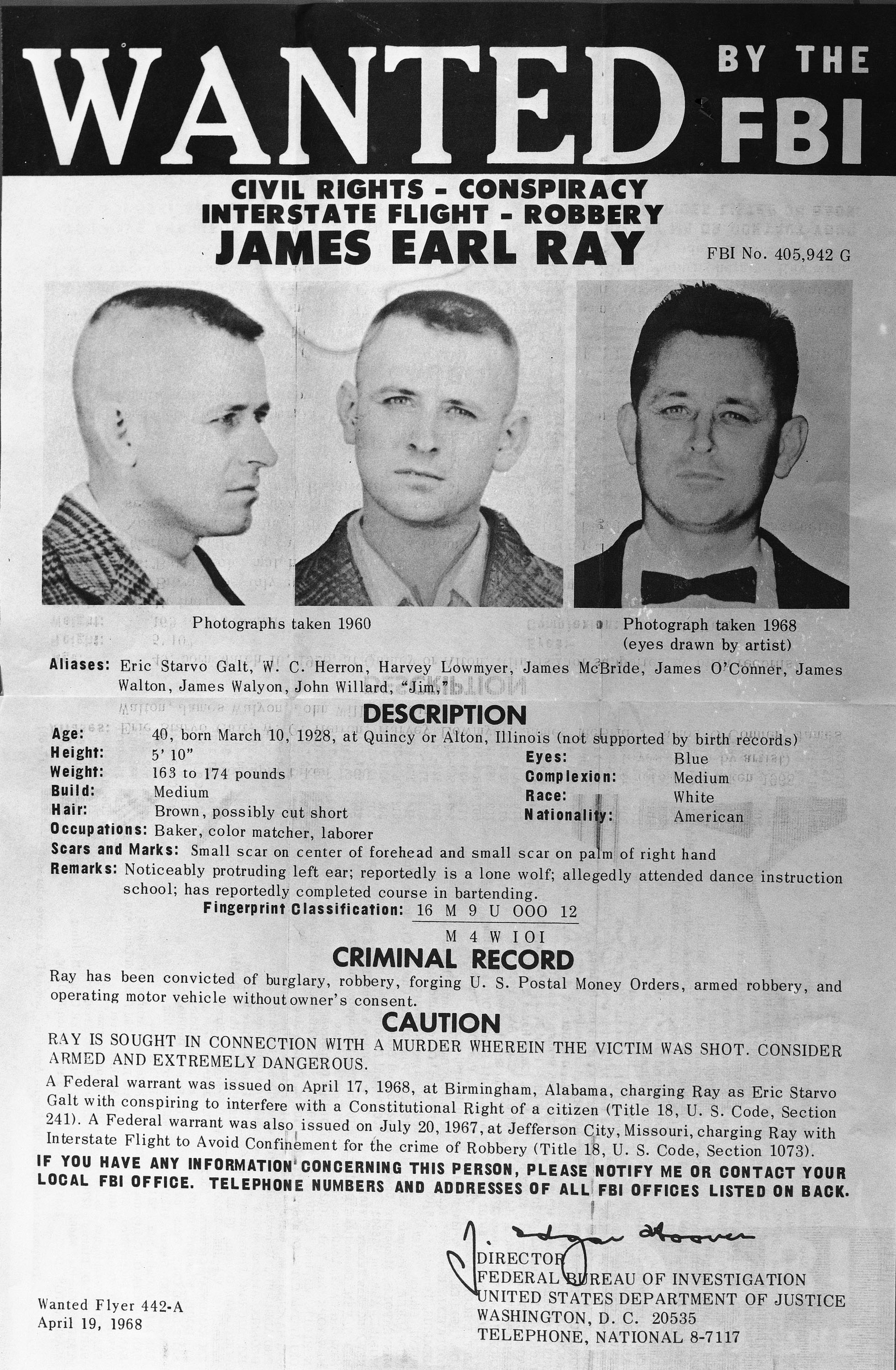
Avis de recherche du FBI pour James Earl Ray.

Deux mois après la mort de Martin Luther King, James Earl Ray, un ségrégationniste blanc qui a des antécédents judiciaires de droit commun et est d'ailleurs évadé de prison, est capturé à l'aéroport de Londres-Heathrow alors qu'il essaie de quitter le Royaume-Uni avec un faux passeport canadien au nom de Ramon George Sneyd. Ray est très vite extradé au Tennessee et accusé du meurtre de Martin Luther King, ayant avoué l'assassinat le 10 mars 1969, avant de se rétracter trois jours après. Sur le conseil de son avocat Percy Foreman, Ray choisit de plaider coupable afin d'éviter la peine de mort. Il est condamné à 99 ans de prison.
Ray renvoie son avocat, clamant que les coupables du meurtre sont un certain « Raoul » et son frère Johnny qu'il a rencontré à Montréal au Canada. Il raconte de plus qu'« il n'avait pas tiré personnellement sur King » mais qu'il pouvait « être partiellement responsable sans le savoir », indiquant une piste de conspiration. Il passe alors le reste de sa vie à tenter vainement de faire rouvrir son procès sur la base de sa non-culpabilité.
Le 10 juin 1977, peu après avoir témoigné devant une Commission du congrès sur les assassinats qu'il n'avait pas tué Martin Luther, il s'évade avec six autres condamnés du pénitencier d’État de Brushy Mountain (en) au Tennessee.
Il est repris le 13 juin et retourne en prison.
En 1997, Dexter Scott King, le fils de Martin Luther King, rencontre Ray et soutient publiquement les efforts de Ray pour obtenir un nouveau jugement.

### Loyd Jowers
En 1999, un an après la mort de Ray, Coretta Scott King, veuve de Martin Luther et dirigeante des droits civiques elle aussi, et le reste de la famille King gagnent un procès civil contre Loyd Jowers (propriétaire d'un restaurant non loin du Motel) et « d'autres conspirateurs ». En décembre 1993, Jowers était apparu dans le Prime Time Live d’ABC News et avait révélé des détails d'une conspiration impliquant la mafia et le gouvernement pour tuer Martin Luther. Jowers raconte lors du procès avoir reçu 100 000 dollars pour organiser l'assassinat de Martin Luther King.
Le jury de six Noirs et six Blancs juge Jowers coupable et mentionne que « des agences fédérales étaient associées » au complot de l'assassinat. William F. Pepper, ancien avocat de Ray, représente la famille de King lors du procès et produit 70 témoins,,. À l'issue de celui-ci, la famille de Martin Luther King ne croit pas que Ray ait quelque chose à voir avec l'assassinat.
En 2000, le département de la Justice des États-Unis termine une enquête sur les révélations de Jowers, mais ne trouve aucune preuve qui pourrait démontrer une conspiration. Le rapport d'enquête recommande qu'il n'y ait aucune nouvelle recherche tant que de nouveaux faits fiables ne seraient pas présentés.

## Théories et allégations de conspiration
Certains spéculent que Ray n'était qu'un pion, de la même façon que l'assassinat de John Fitzgerald Kennedy par Lee Harvey Oswald. Les preuves avancées par ses partisans sont :
- La confession de Ray a été obtenue sous la pression, et il a été menacé de peine de mort[22],[23] ;
- Ray était un petit voleur et cambrioleur, il n'avait aucun casier judiciaire mentionnant un crime violent avec détention d'arme[24] ;
- Deux tests balistiques conduits sur l'arme du crime, une Remington Gamemaster, n'ont jamais prouvé que Ray avait été l'assassin ni que cette arme était vraiment celle qui avait servi au meurtre[25],[26] ;
- Des témoins du meurtre de King disent que le coup de feu ne provenait pas de la pension mentionnée par l'enquête, mais d'un buisson à côté d'elle. Un buisson enlevé quelques jours après l'assassinat[27].

Le 6 avril 2002, le New York Times rapporta qu'un pasteur, le révérend Ronald Denton Wilson, déclarait que c'était son père Henry Clay Wilson qui avait assassiné Martin Luther King, Jr., et non James Earl Ray.
Il dit que ses motifs n'étaient pas racistes mais politiques, pensant que King était communiste.
En 2004, Jesse Jackson, qui était avec King au moment de son assassinat, nota :

« Le fait est qu'il y avait des saboteurs pour perturber la marche. À l'intérieur de notre propre organisation, on a découvert qu'une personne très importante était payée par le gouvernement. Donc infiltration à l'intérieur, saboteurs à l'extérieur et attaques de la presse. […] Je ne croirai jamais que James Earl Ray avait le motif, l'argent et la mobilité pour avoir fait cela lui-même. Notre gouvernement a été très impliqué à préparer le terrain et je pense l'itinéraire de fuite de James Earl Ray. »

Un ami et collègue de King, James Bevel, résume plus abruptement :

« Il n'y a aucun moyen qu'un garçon blanc à 10 cents puisse élaborer un plan pour tuer un homme noir à 10 millions de dollars. »

Les biographes David Garrow et Gerald Posner s'opposent au contraire aux conclusions de William F. Pepper qui a amené le jugement de 1999 accusant le gouvernement d'implication dans le meurtre de Martin Luther King, Jr.